# Lac Pusticamica
Le lac Pusticamica est un plan d'eau douce de la partie Sud-Est du territoire de Eeyou Istchee Baie-James (municipalité), en Jamésie, dans la région administrative du Nord-du-Québec, dans la province de Québec, au Canada.
Ce plan d’eau s’étend dans les cantons de Duplessis, de Mountain, de Benoit et de Ruette. La foresterie constitue la principale activité économique du secteur. Les activités récréotouristiques arrivent en second.
Le bassin versant du lac Pusticamica est accessible grâce à la route 113 qui passe du côté Nord-Ouest, soit entre les lacs Waspanipi et Pusticamica ; en sus, cette route forestière (sens Nord-Sud) partant de Desmaraisville descend vers le sud pour desservir la vallée de la rivière Wetetnagami.
La surface du lac Pusticamica est habituellement gelée du début novembre à la mi-mai, toutefois la circulation sécuritaire sur la glace se fait généralement de la mi-novembre à la mi-avril.

## Géographie
Le lac Pusticamica comporte une longueur de 28,0 km, une largeur maximale de 6,5 km et une altitude de 288 m. Ce lac comporte plusieurs dizaines d’îles, des presqu’îles et de nombreuses baies. Une presqu’île rattachée à la rive Sud s’étire sur 11,8 km vers le Nord-Est, soit vers le centre du lac. Ce lac comporte une grande île de 3,3 km et une autre de 3,1 km. Ce lac est surtout alimenté par le ruisseau Malouin (venant de l’Est) lequel draine le lac Malouin et le lac Auger.
L’embouchure de ce lac Pusticamica est localisée au fond d’une baie au Nord du lac, soit à :
- 7,3 km au Sud de l’embouchure de la rivière O'Sullivan ;
- 29,5 km au Sud-Est de l’embouchure du lac Waswanipi ;
- 59,8 km au Sud-Est de l’embouchure du lac Waswanipi ;
- 95,5 km au Sud-Est du centre-ville de Matagami ;
- 274 km au Sud-Est de l’embouchure de la rivière Nottaway ;
- 104,7 km au Sud-Est de l’embouchure du lac Matagami ;
- 54,2 km au Nord-Est du centre du village de Lebel-sur-Quévillon ;
- 137,5 km à l’Ouest du centre du village de Obedjiwan[1].

Les principaux bassins versants voisins du lac Pusticamica sont :
- côté nord : rivière O'Sullivan, lac Waswanipi, rivière Waswanipi, rivière Bachelor, Petite rivière Bachelor ;
- côté est : lac Nicobi, lac Opawica, lac Father (lac Doda), lac Hébert (rivière Hébert) ;
- côté sud : rivière O'Sullivan, ruisseau Mountain, lac Wilson ;
- côté ouest : lac Waswanipi, rivière Iserhoff, rivière O'Sullivan, rivière Florence.

## Toponymie
D’origine algonquine, le terme « Pusticamica » signifie « lac des pays montagneux ». Avant que la Commission de géographie du Canada dénomme ce lac en 1916, il était désigné par la graphie "Puskitamika".
Le toponyme "lac Pusticamica" a été officialisé le 5 décembre 1968 par la Commission de toponymie du Québec, soit lors de sa création.